# NGC 872
NGC 872 је спирална галаксија у сазвежђу Кит која се налази на NGC листи објеката дубоког неба.
Деклинација објекта је - 17° 46' 55" а ректасцензија 2h 15m 25,2s. Привидна величина (магнитуда) објекта NGC 872 износи 13,8 а фотографска магнитуда 14,5. Налази се на удаљености од 48,003 милиона парсека од Сунца. NGC 872 је још познат и под ознакама ESO 544-32, MCG -3-6-19, PGC 8629.